# Llanero

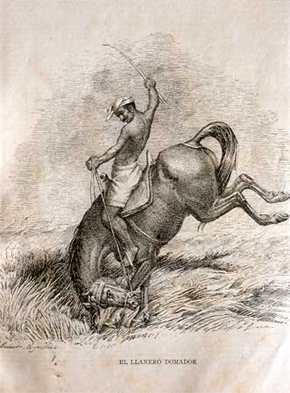
Illustration av venezuelansk llanero av Celestino Martínez, 1892

Llanero är spanska för cowboy. Det är också en benämning på kofösare eller cowboys på slätterna i Venezuela.